# Liste der Nummer-eins-R&B-Alben in den USA (2014)
Dies ist eine Liste der Nummer-eins-Alben in den von Billboard ermittelten Verkaufscharts für R&B/Hip Hop-, R&B- sowie Rap-Alben in den USA im Jahr 2014. n diesem Jahr erreichten vierundzwanzig R&B-Alben und dreiundzwanzig Rap-Alben Nummer-eins-Status.

## R&B/Hip-Hop-Alben (Top 50)
| ← 2013 ← | Liste der Nummer-eins-R&B-Alben in den USA | Liste der Nummer-eins-R&B-Alben in den USA | Liste der Nummer-eins-R&B-Alben in den USA | 2015 →                    |
| \| Zeitraum \| Wo. ges. \| Interpret \| Titel \| Zusätzliche Informationen \| \| (Zeitraum, Wochen auf Platz eins, Interpret, Titel, zusätzliche Informationen) \| \| \| \| \| \| ------------------------------------------------------------------------------ \| -------- \| ----------------------- \| ------------------------------------------ \| ------------------------- \| \| 28. Dezember 2013 – 21. Februar 2014 8 Wochen (insgesamt 8) \| 8 \| Beyoncé \| Beyoncé[1] \| – \| \| 22. Februar 2014 – 28. Februar 2014 1 Woche (insgesamt 1) \| 1 \| Toni Braxton & Babyface \| Love, Marriage & Divorce[2] \| – \| \| 1. März 2014 – 14. März 2014 2 Wochen (insgesamt 10) \| 10 \| Beyoncé \| Beyoncé \| – \| \| 15. März 2014 – 21. März 2014 1 Woche (insgesamt 1) \| 1 \| Schoolboy Q \| Oxymoron[3] \| – \| \| 22. März 2014 – 4. April 2014 2 Wochen (insgesamt 2) \| 2 \| Rick Ross \| Mastermind[4] \| – \| \| 5. April 2014 – 11. April 2014 1 Woche (insgesamt 1) \| 1 \| YG \| My Krazy Life[5] \| – \| \| 12. April 2014 – 2. Mai 2014 3 Wochen (insgesamt 2) \| 2 \| Pharrell Williams \| Girl[6] \| – \| \| 3. Mai 2014 – 9. Mai 2014 1 Woche (insgesamt 1) \| 1 \| August Alsina \| Testimony[7] \| – \| \| 10. Mai 2014 – 16. Mai 2014 1 Woche (insgesamt 1) \| 1 \| Future \| Honest[8] \| – \| \| 17. Mai 2014 – 23. Mai 2014 1 Woche (insgesamt 1) \| 1 \| Iggy Azalea \| The New Classic[9] \| – \| \| 24. Mai 2014 – 30. Mai 2014 1 Woche (insgesamt 1) \| 1 \| Tech N9ne \| Strangeulation[10] \| – \| \| 31. Mai 2014 – 13. Juni 2014 2 Wochen (insgesamt 2) \| 2 \| Michael Jackson \| Xscape[11] \| – \| \| 14. Juni 2014 – 20. Juni 2014 1 Woche (insgesamt 1) \| 1 \| Mariah Carey \| Me. I Am Mariah… The Elusive Chanteuse[12] \| – \| \| 21. Juni 2014 – 27. Juni 2014 1 Woche (insgesamt 3) \| 3 \| 50 Cent \| Animal Ambition[13] \| – \| \| 28. Juni 2014 – 4. Juli 2014 1 Woche (insgesamt 3) \| 3 \| Michael Jackson \| Xscape \| – \| \| 5. Juli 2014 – 11. Juli 2014 1 Woche (insgesamt 1) \| 1 \| Jennifer Lopez \| A.K.A.[14] \| – \| \| 12. Juli 2014 – 18. Juli 2014 1 Woche (insgesamt 1) \| 1 \| G-Eazy \| These Things Happen[15] \| – \| \| 19. Juli 2014 – 8. August 2014 3 Wochen (insgesamt 3) \| 3 \| Trey Songz \| Trigga[16] \| – \| \| 9. August 2014 – 15. August 2014 1 Woche (insgesamt 1) \| 1 \| Common \| Nobody’s Smiling[17] \| – \| \| 16. August 2014 – 22. August 2014 1 Woche (insgesamt 1) \| 1 \| PartyNextDoor \| PartyNextDoor Two[18] \| – \| \| 23. August 2014 – 29. August 2014 1 Woche (insgesamt 2) \| 2 \| Iggy Azalea \| The New Classic \| – \| \| 30. August 2014 – 5. September 2014 1 Woche (insgesamt 1) \| 1 \| Tank \| Stronger[19] \| – \| \| 6. September 2014 – 12. September 2014 1 Woche (insgesamt 1) \| 1 \| Wiz Khalifa \| Blacc Hollywood[20] \| – \| \| 13. September 2014 – 19. September 2014 1 Woche (insgesamt 1) \| 1 \| Kem \| Promise To Love: Album IV[21] \| – \| \| 20. September 2014 – 26. September 2014 1 Woche (insgesamt 1) \| 1 \| Jeezy \| Seen It All: The Autobiography[22] \| – \| \| 27. September 2014 – 3. Oktober 2014 1 Woche (insgesamt 1) \| 1 \| Jhené Aiko \| Souled Out[23] \| – \| \| 4. Oktober 2014 – 17. Oktober 2014 2 Wochen (insgesamt 2) \| 2 \| Chris Brown \| X[24] \| – \| \| 18. Oktober 2014 – 24. Oktober 2014 1 Woche (insgesamt 1) \| 1 \| Prince \| Art Official Age[25] \| – \| \| 25. Oktober 2014 – 31. Oktober 2014 1 Woche (insgesamt 1) \| 1 \| Keyshia Cole \| Point of No Return[26] \| – \| \| 1. November 2014 – 7. November 2014 1 Woche (insgesamt 1) \| 1 \| The Game \| Blood Moon: Year of the Wolf[27] \| – \| \| 8. November 2014 – 21. November 2014 2 Wochen (insgesamt 3) \| 3 \| T.I. \| Paperwork[28] \| – \| \| 22. November 2014 – 28. November 2014 1 Woche (insgesamt 1) \| 1 \| Teyana Taylor \| VII[29] \| – \| \| 29. November 2014 – 12. Dezember 2014 2 Wochen (insgesamt 2) \| 2 \| Big K.R.I.T. \| Cadillactica[30] \| – \| \| 13. Dezember 2014 – 19. Dezember 2014 1 Woche (insgesamt 2) \| 2 \| Shady Records \| Shady XV[31] \| – \| \| 20. Dezember 2014 – 26. Dezember 2014 1 Woche (insgesamt 1) \| 1 \| Mary J. Blige \| The London Sessions[32] \| – \| |                                            |                                            |                                            |                           |
| ← 2013 |                                            |                                            |                                            | → 2015 →                  |
| Zeitraum | Wo. ges.                                   | Interpret                                  | Titel                                      | Zusätzliche Informationen |
| (Zeitraum, Wochen auf Platz eins, Interpret, Titel, zusätzliche Informationen) |                                            |                                            |                                            |                           |
| 28. Dezember 2013 – 21. Februar 2014 8 Wochen (insgesamt 8) | 8                                          | Beyoncé                                    | Beyoncé                                    | –                         |
| 22. Februar 2014 – 28. Februar 2014 1 Woche (insgesamt 1) | 1                                          | Toni Braxton & Babyface                    | Love, Marriage & Divorce                   | –                         |
| 1. März 2014 – 14. März 2014 2 Wochen (insgesamt 10) | 10                                         | Beyoncé                                    | Beyoncé                                    | –                         |
| 15. März 2014 – 21. März 2014 1 Woche (insgesamt 1) | 1                                          | Schoolboy Q                                | Oxymoron                                   | –                         |
| 22. März 2014 – 4. April 2014 2 Wochen (insgesamt 2) | 2                                          | Rick Ross                                  | Mastermind                                 | –                         |
| 5. April 2014 – 11. April 2014 1 Woche (insgesamt 1) | 1                                          | YG                                         | My Krazy Life                              | –                         |
| 12. April 2014 – 2. Mai 2014 3 Wochen (insgesamt 2) | 2                                          | Pharrell Williams                          | Girl                                       | –                         |
| 3. Mai 2014 – 9. Mai 2014 1 Woche (insgesamt 1) | 1                                          | August Alsina                              | Testimony                                  | –                         |
| 10. Mai 2014 – 16. Mai 2014 1 Woche (insgesamt 1) | 1                                          | Future                                     | Honest                                     | –                         |
| 17. Mai 2014 – 23. Mai 2014 1 Woche (insgesamt 1) | 1                                          | Iggy Azalea                                | The New Classic                            | –                         |
| 24. Mai 2014 – 30. Mai 2014 1 Woche (insgesamt 1) | 1                                          | Tech N9ne                                  | Strangeulation                             | –                         |
| 31. Mai 2014 – 13. Juni 2014 2 Wochen (insgesamt 2) | 2                                          | Michael Jackson                            | Xscape                                     | –                         |
| 14. Juni 2014 – 20. Juni 2014 1 Woche (insgesamt 1) | 1                                          | Mariah Carey                               | Me. I Am Mariah… The Elusive Chanteuse     | –                         |
| 21. Juni 2014 – 27. Juni 2014 1 Woche (insgesamt 3) | 3                                          | 50 Cent                                    | Animal Ambition                            | –                         |
| 28. Juni 2014 – 4. Juli 2014 1 Woche (insgesamt 3) | 3                                          | Michael Jackson                            | Xscape                                     | –                         |
| 5. Juli 2014 – 11. Juli 2014 1 Woche (insgesamt 1) | 1                                          | Jennifer Lopez                             | A.K.A.                                     | –                         |
| 12. Juli 2014 – 18. Juli 2014 1 Woche (insgesamt 1) | 1                                          | G-Eazy                                     | These Things Happen                        | –                         |
| 19. Juli 2014 – 8. August 2014 3 Wochen (insgesamt 3) | 3                                          | Trey Songz                                 | Trigga                                     | –                         |
| 9. August 2014 – 15. August 2014 1 Woche (insgesamt 1) | 1                                          | Common                                     | Nobody’s Smiling                           | –                         |
| 16. August 2014 – 22. August 2014 1 Woche (insgesamt 1) | 1                                          | PartyNextDoor                              | PartyNextDoor Two                          | –                         |
| 23. August 2014 – 29. August 2014 1 Woche (insgesamt 2) | 2                                          | Iggy Azalea                                | The New Classic                            | –                         |
| 30. August 2014 – 5. September 2014 1 Woche (insgesamt 1) | 1                                          | Tank                                       | Stronger                                   | –                         |
| 6. September 2014 – 12. September 2014 1 Woche (insgesamt 1) | 1                                          | Wiz Khalifa                                | Blacc Hollywood                            | –                         |
| 13. September 2014 – 19. September 2014 1 Woche (insgesamt 1) | 1                                          | Kem                                        | Promise To Love: Album IV                  | –                         |
| 20. September 2014 – 26. September 2014 1 Woche (insgesamt 1) | 1                                          | Jeezy                                      | Seen It All: The Autobiography             | –                         |
| 27. September 2014 – 3. Oktober 2014 1 Woche (insgesamt 1) | 1                                          | Jhené Aiko                                 | Souled Out                                 | –                         |
| 4. Oktober 2014 – 17. Oktober 2014 2 Wochen (insgesamt 2) | 2                                          | Chris Brown                                | X                                          | –                         |
| 18. Oktober 2014 – 24. Oktober 2014 1 Woche (insgesamt 1) | 1                                          | Prince                                     | Art Official Age                           | –                         |
| 25. Oktober 2014 – 31. Oktober 2014 1 Woche (insgesamt 1) | 1                                          | Keyshia Cole                               | Point of No Return                         | –                         |
| 1. November 2014 – 7. November 2014 1 Woche (insgesamt 1) | 1                                          | The Game                                   | Blood Moon: Year of the Wolf               | –                         |
| 8. November 2014 – 21. November 2014 2 Wochen (insgesamt 3) | 3                                          | T.I.                                       | Paperwork                                  | –                         |
| 22. November 2014 – 28. November 2014 1 Woche (insgesamt 1) | 1                                          | Teyana Taylor                              | VII                                        | –                         |
| 29. November 2014 – 12. Dezember 2014 2 Wochen (insgesamt 2) | 2                                          | Big K.R.I.T.                               | Cadillactica                               | –                         |
| 13. Dezember 2014 – 19. Dezember 2014 1 Woche (insgesamt 2) | 2                                          | Shady Records                              | Shady XV                                   | –                         |
| 20. Dezember 2014 – 26. Dezember 2014 1 Woche (insgesamt 1) | 1                                          | Mary J. Blige                              | The London Sessions                        | –                         |

## R&B-Alben (Top 25)
| ← 2013 ← | Liste der Nummer-eins-R&B-Alben in den USA | Liste der Nummer-eins-R&B-Alben in den USA | Liste der Nummer-eins-R&B-Alben in den USA      | 2015 →                    |
| \| Zeitraum \| Wo. ges. \| Interpret \| Titel \| Zusätzliche Informationen \| \| (Zeitraum, Wochen auf Platz eins, Interpret, Titel, zusätzliche Informationen) \| \| \| \| \| \| ------------------------------------------------------------------------------ \| -------- \| ----------------------- \| --------------------------------------------------- \| ------------------------- \| \| 28. Dezember 2013 – 21. Februar 2014 8 Wochen (insgesamt 8) \| 8 \| Beyoncé \| Beyoncé \| – \| \| 22. Februar 2014 – 28. Februar 2014 1 Woche (insgesamt 1) \| 1 \| Toni Braxton & Babyface \| Love, Marriage & Divorce \| – \| \| 1. März 2014 – 21. März 2014 3 Wochen (insgesamt 11) \| 11 \| Beyoncé \| Beyoncé \| – \| \| 22. März 2014 – 28. März 2014 1 Woche (insgesamt 1) \| 1 \| Pharrell Williams \| Girl \| – \| \| 29. März 2014 – 4. April 2014 1 Woche (insgesamt 1) \| 1 \| Aloe Blacc \| Lift Your Spirit[33] \| – \| \| 5. April 2014 – 2. Mai 2014 4 Wochen (insgesamt 5) \| 5 \| Pharrell Williams \| Girl \| – \| \| 3. Mai 2014 – 9. Mai 2014 1 Woche (insgesamt 1) \| 1 \| August Alsina \| Testimony \| – \| \| 10. Mai 2014 – 30. Mai 2014 3 Wochen (insgesamt 8) \| 8 \| Pharrell Williams \| Girl \| – \| \| 31. Mai 2014 – 13. Juni 2014 2 Wochen (insgesamt 2) \| 2 \| Michael Jackson \| Xscape \| – \| \| 14. Juni 2014 – 20. Juni 2014 1 Woche (insgesamt 1) \| 1 \| Mariah Carey \| Me. I Am Mariah… The Elusive Chanteuse \| – \| \| 21. Juni 2014 – 4. Juli 2014 2 Wochen (insgesamt 4) \| 4 \| Michael Jackson \| Xscape \| – \| \| 5. Juli 2014 – 11. Juli 2014 1 Woche (insgesamt 1) \| 1 \| Jennifer Lopez \| A.K.A. \| – \| \| 12. Juli 2014 – 18. Juli 2014 1 Woche (insgesamt 1) \| 1 \| Joe \| Bridges[34] \| – \| \| 19. Juli 2014 – 15. August 2014 4 Wochen (insgesamt 4) \| 4 \| Trey Songz \| Trigga \| – \| \| 16. August 2014 – 22. August 2014 1 Woche (insgesamt 1) \| 1 \| PartyNextDoor \| PartyNextDoor Two \| – \| \| 23. August 2014 – 29. August 2014 1 Woche (insgesamt 5) \| 5 \| Trey Songz \| Trigga \| – \| \| 30. August 2014 – 5. September 2014 1 Woche (insgesamt 1) \| 1 \| Tank \| Stronger \| – \| \| 6. September 2014 – 12. September 2014 1 Woche (insgesamt 1) \| 1 \| Smokey Robinson \| Smokey & Friends[35] \| – \| \| 13. September 2014 – 26. September 2014 2 Wochen (insgesamt 2) \| 2 \| Kem \| Promise To Love: Album IV \| – \| \| 27. September 2014 – 3. Oktober 2014 1 Woche (insgesamt 1) \| 1 \| Jhené Aiko \| Souled Out \| – \| \| 4. Oktober 2014 – 17. Oktober 2014 2 Wochen (insgesamt 2) \| 2 \| Chris Brown \| X \| – \| \| 18. Oktober 2014 – 24. Oktober 2014 1 Woche (insgesamt 1) \| 1 \| Prince \| Art Official Age \| – \| \| 25. Oktober 2014 – 31. Oktober 2014 1 Woche (insgesamt 1) \| 1 \| Keyshia Cole \| Point of No Return \| – \| \| 1. November 2014 – 7. November 2014 1 Woche (insgesamt 3) \| 3 \| Chris Brown \| X \| – \| \| 8. November 2014 – 14. November 2014 1 Woche (insgesamt 1) \| 1 \| Aretha Franklin \| Aretha Franklin Sings the Great Diva Classics[36] \| – \| \| 15. November 2014 – 21. November 2014 1 Woche (insgesamt 1) \| 1 \| Jagged Edge \| J.E. Heartbreak 2[37] \| – \| \| 22. November 2014 – 28. November 2014 1 Woche (insgesamt 1) \| 1 \| Teyana Taylor \| VII \| – \| \| 29. November 2014 – 12. Dezember 2014 2 Wochen (insgesamt 2) \| 2 \| Whitney Houston \| Whitney Houston Live: Her Greatest Performances[38] \| – \| \| 13. Dezember 2014 – 19. Dezember 2014 1 Woche (insgesamt 1) \| 1 \| Beyoncé \| More Only \| – \| \| 20. Dezember 2014 – 26. Dezember 2014 1 Woche (insgesamt 1) \| 1 \| Mary J. Blige \| The London Sessions \| – \| |                                            |                                            |                                                 |                           |
| ← 2013 |                                            |                                            |                                                 | → 2015 →                  |
| Zeitraum | Wo. ges.                                   | Interpret                                  | Titel                                           | Zusätzliche Informationen |
| (Zeitraum, Wochen auf Platz eins, Interpret, Titel, zusätzliche Informationen) |                                            |                                            |                                                 |                           |
| 28. Dezember 2013 – 21. Februar 2014 8 Wochen (insgesamt 8) | 8                                          | Beyoncé                                    | Beyoncé                                         | –                         |
| 22. Februar 2014 – 28. Februar 2014 1 Woche (insgesamt 1) | 1                                          | Toni Braxton & Babyface                    | Love, Marriage & Divorce                        | –                         |
| 1. März 2014 – 21. März 2014 3 Wochen (insgesamt 11) | 11                                         | Beyoncé                                    | Beyoncé                                         | –                         |
| 22. März 2014 – 28. März 2014 1 Woche (insgesamt 1) | 1                                          | Pharrell Williams                          | Girl                                            | –                         |
| 29. März 2014 – 4. April 2014 1 Woche (insgesamt 1) | 1                                          | Aloe Blacc                                 | Lift Your Spirit                                | –                         |
| 5. April 2014 – 2. Mai 2014 4 Wochen (insgesamt 5) | 5                                          | Pharrell Williams                          | Girl                                            | –                         |
| 3. Mai 2014 – 9. Mai 2014 1 Woche (insgesamt 1) | 1                                          | August Alsina                              | Testimony                                       | –                         |
| 10. Mai 2014 – 30. Mai 2014 3 Wochen (insgesamt 8) | 8                                          | Pharrell Williams                          | Girl                                            | –                         |
| 31. Mai 2014 – 13. Juni 2014 2 Wochen (insgesamt 2) | 2                                          | Michael Jackson                            | Xscape                                          | –                         |
| 14. Juni 2014 – 20. Juni 2014 1 Woche (insgesamt 1) | 1                                          | Mariah Carey                               | Me. I Am Mariah… The Elusive Chanteuse          | –                         |
| 21. Juni 2014 – 4. Juli 2014 2 Wochen (insgesamt 4) | 4                                          | Michael Jackson                            | Xscape                                          | –                         |
| 5. Juli 2014 – 11. Juli 2014 1 Woche (insgesamt 1) | 1                                          | Jennifer Lopez                             | A.K.A.                                          | –                         |
| 12. Juli 2014 – 18. Juli 2014 1 Woche (insgesamt 1) | 1                                          | Joe                                        | Bridges                                         | –                         |
| 19. Juli 2014 – 15. August 2014 4 Wochen (insgesamt 4) | 4                                          | Trey Songz                                 | Trigga                                          | –                         |
| 16. August 2014 – 22. August 2014 1 Woche (insgesamt 1) | 1                                          | PartyNextDoor                              | PartyNextDoor Two                               | –                         |
| 23. August 2014 – 29. August 2014 1 Woche (insgesamt 5) | 5                                          | Trey Songz                                 | Trigga                                          | –                         |
| 30. August 2014 – 5. September 2014 1 Woche (insgesamt 1) | 1                                          | Tank                                       | Stronger                                        | –                         |
| 6. September 2014 – 12. September 2014 1 Woche (insgesamt 1) | 1                                          | Smokey Robinson                            | Smokey & Friends                                | –                         |
| 13. September 2014 – 26. September 2014 2 Wochen (insgesamt 2) | 2                                          | Kem                                        | Promise To Love: Album IV                       | –                         |
| 27. September 2014 – 3. Oktober 2014 1 Woche (insgesamt 1) | 1                                          | Jhené Aiko                                 | Souled Out                                      | –                         |
| 4. Oktober 2014 – 17. Oktober 2014 2 Wochen (insgesamt 2) | 2                                          | Chris Brown                                | X                                               | –                         |
| 18. Oktober 2014 – 24. Oktober 2014 1 Woche (insgesamt 1) | 1                                          | Prince                                     | Art Official Age                                | –                         |
| 25. Oktober 2014 – 31. Oktober 2014 1 Woche (insgesamt 1) | 1                                          | Keyshia Cole                               | Point of No Return                              | –                         |
| 1. November 2014 – 7. November 2014 1 Woche (insgesamt 3) | 3                                          | Chris Brown                                | X                                               | –                         |
| 8. November 2014 – 14. November 2014 1 Woche (insgesamt 1) | 1                                          | Aretha Franklin                            | Aretha Franklin Sings the Great Diva Classics   | –                         |
| 15. November 2014 – 21. November 2014 1 Woche (insgesamt 1) | 1                                          | Jagged Edge                                | J.E. Heartbreak 2                               | –                         |
| 22. November 2014 – 28. November 2014 1 Woche (insgesamt 1) | 1                                          | Teyana Taylor                              | VII                                             | –                         |
| 29. November 2014 – 12. Dezember 2014 2 Wochen (insgesamt 2) | 2                                          | Whitney Houston                            | Whitney Houston Live: Her Greatest Performances | –                         |
| 13. Dezember 2014 – 19. Dezember 2014 1 Woche (insgesamt 1) | 1                                          | Beyoncé                                    | More Only                                       | –                         |
| 20. Dezember 2014 – 26. Dezember 2014 1 Woche (insgesamt 1) | 1                                          | Mary J. Blige                              | The London Sessions                             | –                         |

## Rap-Alben (Top 25)
| ← 2013 ← | Liste der Nummer-eins-R&B-Alben in den USA | Liste der Nummer-eins-R&B-Alben in den USA | Liste der Nummer-eins-R&B-Alben in den USA | 2015 →                    |
| \| Zeitraum \| Wo. ges. \| Interpret \| Titel \| Zusätzliche Informationen \| \| (Zeitraum, Wochen auf Platz eins, Interpret, Titel, zusätzliche Informationen) \| \| \| \| \| \| ------------------------------------------------------------------------------ \| -------- \| ----------------------- \| ------------------------------ \| ------------------------- \| \| 28. Dezember 2013 – 3. Januar 2014 1 Woche (insgesamt 1) \| 1 \| Childish Gambino \| Because the Internet[39] \| – \| \| 4. Januar 2014 – 24. Januar 2014 3 Wochen (insgesamt 8) \| 8 \| Eminem \| The Marshall Mathers LP 2[40] \| – \| \| 25. Januar 2014 – 31. Januar 2014 1 Woche (insgesamt 1) \| 1 \| Kid Ink \| My Own Lane[41] \| – \| \| 1. Februar 2014 – 14. Februar 2014 2 Wochen (insgesamt 10) \| 10 \| Eminem \| The Marshall Mathers LP 2 \| – \| \| 15. Februar 2014 – 21. Februar 2014 1 Woche (insgesamt 12) \| 12 \| Macklemore & Ryan Lewis \| The Heist[42] \| – \| \| 22. Februar 2014 – 14. März 2014 3 Wochen (insgesamt 13) \| 13 \| Eminem \| The Marshall Mathers LP 2 \| – \| \| 15. März 2014 – 21. März 2014 1 Woche (insgesamt 1) \| 1 \| Schoolboy Q \| Oxymoron \| – \| \| 22. März 2014 – 4. April 2014 2 Wochen (insgesamt 2) \| 2 \| Rick Ross \| Mastermind \| – \| \| 5. April 2014 – 2. Mai 2014 4 Wochen (insgesamt 4) \| 4 \| YG \| My Krazy Life \| – \| \| 3. Mai 2014 – 9. Mai 2014 1 Woche (insgesamt 14) \| 14 \| Eminem \| The Marshall Mathers LP 2 \| – \| \| 10. Mai 2014 – 16. Mai 2014 1 Woche (insgesamt 1) \| 1 \| Future \| Honest \| – \| \| 17. Mai 2014 – 23. Mai 2014 1 Woche (insgesamt 1) \| 1 \| Iggy Azalea \| The New Classic \| – \| \| 24. Mai 2014 – 30. Mai 2014 1 Woche (insgesamt 1) \| 1 \| Tech N9ne \| Strangeulation \| – \| \| 31. Mai 2014 – 20. Juni 2014 3 Wochen (insgesamt 4) \| 4 \| Iggy Azalea \| The New Classic \| – \| \| 21. Juni 2014 – 4. Juli 2014 2 Wochen (insgesamt 2) \| 2 \| 50 Cent \| Animal Ambition \| – \| \| 5. Juli 2014 – 11. Juli 2014 1 Woche (insgesamt 5) \| 5 \| Iggy Azalea \| The New Classic \| – \| \| 12. Juli 2014 – 18. Juli 2014 1 Woche (insgesamt 1) \| 1 \| G-Eazy \| These Things Happen \| – \| \| 19. Juli 2014 – 25. Juli 2014 1 Woche (insgesamt 1) \| 1 \| Colt Ford \| Thanks for Listening[43] \| – \| \| 26. Juli 2014 – 1. August 2014 1 Woche (insgesamt 1) \| 1 \| Mike Stud \| Closer \| – \| \| 2. August 2014 – 8. August 2014 1 Woche (insgesamt 6) \| 6 \| Iggy Azalea \| The New Classic \| – \| \| 9. August 2014 – 15. August 2014 1 Woche (insgesamt 1) \| 1 \| Common \| Nobody’s Smiling \| – \| \| 16. August 2014 – 5. September 2014 3 Wochen (insgesamt 9) \| 9 \| Iggy Azalea \| The New Classic \| – \| \| 6. September 2014 – 19. September 2014 2 Wochen (insgesamt 2) \| 2 \| Wiz Khalifa \| Blacc Hollywood \| – \| \| 20. September 2014 – 26. September 2014 1 Woche (insgesamt 1) \| 1 \| Jeezy \| Seen It All: The Autobiography \| – \| \| 27. September 2014 – 17. Oktober 2014 3 Wochen (insgesamt 3) \| 3 \| Lecrae \| Anomaly[44] \| – \| \| 18. Oktober 2014 – 31. Oktober 2014 2 Wochen (insgesamt 2) \| 2 \| Childish Gambino \| STN MTN/Kauai[45] \| – \| \| 1. November 2014 – 7. November 2014 1 Woche (insgesamt 1) \| 1 \| The Game \| Blood Moon: Year of the Wolf \| – \| \| 8. November 2014 – 28. November 2014 3 Wochen (insgesamt 3) \| 3 \| T.I. \| Paperwork[46] \| – \| \| 29. November 2014 – 12. Dezember 2014 2 Wochen (insgesamt 2) \| 2 \| Big K.R.I.T. \| Cadillactica \| – \| \| 13. Dezember 2014 – 26. Dezember 2014 2 Wochen (insgesamt 2) \| 2 \| Shady Records \| Shady XV \| – \| |                                            |                                            |                                            |                           |
| ← 2013 |                                            |                                            |                                            | → 2015 →                  |
| Zeitraum | Wo. ges.                                   | Interpret                                  | Titel                                      | Zusätzliche Informationen |
| (Zeitraum, Wochen auf Platz eins, Interpret, Titel, zusätzliche Informationen) |                                            |                                            |                                            |                           |
| 28. Dezember 2013 – 3. Januar 2014 1 Woche (insgesamt 1) | 1                                          | Childish Gambino                           | Because the Internet                       | –                         |
| 4. Januar 2014 – 24. Januar 2014 3 Wochen (insgesamt 8) | 8                                          | Eminem                                     | The Marshall Mathers LP 2                  | –                         |
| 25. Januar 2014 – 31. Januar 2014 1 Woche (insgesamt 1) | 1                                          | Kid Ink                                    | My Own Lane                                | –                         |
| 1. Februar 2014 – 14. Februar 2014 2 Wochen (insgesamt 10) | 10                                         | Eminem                                     | The Marshall Mathers LP 2                  | –                         |
| 15. Februar 2014 – 21. Februar 2014 1 Woche (insgesamt 12) | 12                                         | Macklemore & Ryan Lewis                    | The Heist                                  | –                         |
| 22. Februar 2014 – 14. März 2014 3 Wochen (insgesamt 13) | 13                                         | Eminem                                     | The Marshall Mathers LP 2                  | –                         |
| 15. März 2014 – 21. März 2014 1 Woche (insgesamt 1) | 1                                          | Schoolboy Q                                | Oxymoron                                   | –                         |
| 22. März 2014 – 4. April 2014 2 Wochen (insgesamt 2) | 2                                          | Rick Ross                                  | Mastermind                                 | –                         |
| 5. April 2014 – 2. Mai 2014 4 Wochen (insgesamt 4) | 4                                          | YG                                         | My Krazy Life                              | –                         |
| 3. Mai 2014 – 9. Mai 2014 1 Woche (insgesamt 14) | 14                                         | Eminem                                     | The Marshall Mathers LP 2                  | –                         |
| 10. Mai 2014 – 16. Mai 2014 1 Woche (insgesamt 1) | 1                                          | Future                                     | Honest                                     | –                         |
| 17. Mai 2014 – 23. Mai 2014 1 Woche (insgesamt 1) | 1                                          | Iggy Azalea                                | The New Classic                            | –                         |
| 24. Mai 2014 – 30. Mai 2014 1 Woche (insgesamt 1) | 1                                          | Tech N9ne                                  | Strangeulation                             | –                         |
| 31. Mai 2014 – 20. Juni 2014 3 Wochen (insgesamt 4) | 4                                          | Iggy Azalea                                | The New Classic                            | –                         |
| 21. Juni 2014 – 4. Juli 2014 2 Wochen (insgesamt 2) | 2                                          | 50 Cent                                    | Animal Ambition                            | –                         |
| 5. Juli 2014 – 11. Juli 2014 1 Woche (insgesamt 5) | 5                                          | Iggy Azalea                                | The New Classic                            | –                         |
| 12. Juli 2014 – 18. Juli 2014 1 Woche (insgesamt 1) | 1                                          | G-Eazy                                     | These Things Happen                        | –                         |
| 19. Juli 2014 – 25. Juli 2014 1 Woche (insgesamt 1) | 1                                          | Colt Ford                                  | Thanks for Listening                       | –                         |
| 26. Juli 2014 – 1. August 2014 1 Woche (insgesamt 1) | 1                                          | Mike Stud                                  | Closer                                     | –                         |
| 2. August 2014 – 8. August 2014 1 Woche (insgesamt 6) | 6                                          | Iggy Azalea                                | The New Classic                            | –                         |
| 9. August 2014 – 15. August 2014 1 Woche (insgesamt 1) | 1                                          | Common                                     | Nobody’s Smiling                           | –                         |
| 16. August 2014 – 5. September 2014 3 Wochen (insgesamt 9) | 9                                          | Iggy Azalea                                | The New Classic                            | –                         |
| 6. September 2014 – 19. September 2014 2 Wochen (insgesamt 2) | 2                                          | Wiz Khalifa                                | Blacc Hollywood                            | –                         |
| 20. September 2014 – 26. September 2014 1 Woche (insgesamt 1) | 1                                          | Jeezy                                      | Seen It All: The Autobiography             | –                         |
| 27. September 2014 – 17. Oktober 2014 3 Wochen (insgesamt 3) | 3                                          | Lecrae                                     | Anomaly                                    | –                         |
| 18. Oktober 2014 – 31. Oktober 2014 2 Wochen (insgesamt 2) | 2                                          | Childish Gambino                           | STN MTN/Kauai                              | –                         |
| 1. November 2014 – 7. November 2014 1 Woche (insgesamt 1) | 1                                          | The Game                                   | Blood Moon: Year of the Wolf               | –                         |
| 8. November 2014 – 28. November 2014 3 Wochen (insgesamt 3) | 3                                          | T.I.                                       | Paperwork                                  | –                         |
| 29. November 2014 – 12. Dezember 2014 2 Wochen (insgesamt 2) | 2                                          | Big K.R.I.T.                               | Cadillactica                               | –                         |
| 13. Dezember 2014 – 26. Dezember 2014 2 Wochen (insgesamt 2) | 2                                          | Shady Records                              | Shady XV                                   | –                         |